# 河儿口镇
河儿口镇，是中华人民共和国广东省肇庆市封开县下辖的一个乡镇级行政单位。

## 行政区划
河儿口镇下辖以下地区：
河儿口社区、三垌村、西村、双枧村、潭炭村、庙边村、光明村、扶学村、罗源村、香车村、黄岗村、进民村、向阳村、深六村、东光村和平垌村。